# Dibutylphthalat
Dibutylphthalat (DBP) er en kemisk forbindelse, der bruges til at blødgøre plastic med. Er blevet brugt i store mængder i alt fra limprodukter, maling, kosmetik (f.eks. neglelak og hårspray) til legetøj. Stoffet har har en svag østrogen effekt.
| Naturvidenskab | Spire Denne naturvidenskabsartikel er en spire som bør udbygges. Du er velkommen til at hjælpe Wikipedia ved at udvide den. |

| Kemi | Spire Denne artikel om kemi er en spire som bør udbygges. Du er velkommen til at hjælpe Wikipedia ved at udvide den. |